# Theronia hispida
Theronia hispida là một loài tò vò trong họ Ichneumonidae.